# Vocal cerrada
Una vocal cerrada (modernamente se prefiere la denominación vocal alta) es un sonido vocal cuya pronunciación requiere una abertura mínima entre la lengua y el paladar, sin llegar a crear fricación. Para producir estos sonidos, se coloca la lengua en una posición alta en la boca. Acústicamente se caracterizan porque su primera frecuencia formante es inferior a unos 400 Hz, frente a las vocales más abiertas cuyo primer formante tiene una frecuencia más alta.

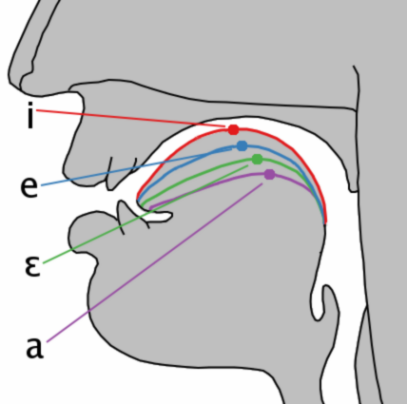
Comparación de las posiciones de la lengua en vocales cerrada, media cerrada, media abierta, y abierta. Se ilustran las vocales frontales cardinales con el punto más alto indicado.

La Asociación Fonética Internacional prescribe la significación de la palabra. El AFI identifica seis vocales cerradas:
- La vocal cerrada anterior no redondeada [i]
- La vocal cerrada anterior redondeada [y]
- La vocal cerrada central no redondeada [ɨ]
- La vocal cerrada central redondeada [ʉ]
- La vocal cerrada posterior no redondeada [ɯ]
- La vocal cerrada posterior redondeada [u]

Las vocales cerradas que se usan en español son i y u, las que son vocales débiles.